# سوتريو
سوتريو ( فريوليان : سودري ) هي كومونا ( بلدية ) وتقع سوتريو في مقاطعة أوديني في إقليم فريولي فينيتسيا جوليا الإيطالي ، وتقع سوتريو على بعد 120 كيلومتر ( 75 ميل ) شمال غرب ترريستي وحوالي 60 كيلومتر ( 37 ميل ) شمال غرب أوديني . وفي تاريخ 31 ديسمبر 2004 صرح بأن عدد سكانها 1,392 نسمة ، وأن مساحتها 21.1 كيلومتر مربع ( 8.1 ميل مربع ) . 
وتحتوي بلدية سوتريو على الفرازيوني ( وهو تقسيم فرعي للقرى والنجوع  في إيطاليا ) حيث قسمت إلى نوجاريس وبريولا.
وتقع سوتريو على حدود هذه البلديات الآتية وهي : ارتا تيرمي ، وسيرسيفينتو ، ولاوكو ، واوفارو ، وبالوزا ، ورافاسكليتو ، وزوغليو .

## روابط خارجية
- www.comune.sutrio.ud.it/